# شبکه محلی مجازی
شبکه محلی مجازی یک دامنه پخش مجزا در سوئیچ است.

## تفکیک دامنه پخش
هر سوئیچ به صورت پیشفرض یک دامنه پخش است اما برای جلوگیری از توفان پخش بسته های اطلاعاتی یا کاهش پخش بسته های اطلاعاتی در لایه 2، می توان با ایجاد شبکه های محلی مجازی، یک سوئیچ را به دو یا چند دامنه پخش مجزا تفکیک نمود.
دو رایانه ای که به یک سوئیچ متصل هستند چنانچه هر یک در یک شبکه محلی مجازی متفاوت باشند قادر به برقراری ارتباط در لایه 2 نخواهد بود.